# AKN T1–T3
Die Benzoltriebwagen AKN T1–T3 wurden 1930 von den Deutschen Werken (DWK) in Kiel gebaut. Sie wurden durch die Eisenbahn-Gesellschaft Altona-Kaltenkirchen-Neumünster (AKN) beschafft und dienten der Rationalisierung des Verkehrs.
Die Triebwagen wurden Mitte der 1960er Jahre ausgemustert. Ein zum Beiwagen umgebauter Triebwagen ist erhalten geblieben. Er wurde 2010 an den Verein Verkehrsamateure und Museumsbahn übergeben.

## Geschichte
Die Eisenbahn-Gesellschaft Altona-Kaltenkirchen-Neumünster entschied sich 1930 für die Anschaffung von drei vierachsigen Benzoltriebwagen zur Beschleunigung des Personenverkehrs in verkehrsschwachen Zeiten. Die Fahrzeuge wurden bei den Deutschen Werken bestellt und entsprachen keiner Standard-Typenreihe des Herstellers. Die Fahrzeuge bestimmten in der Zeit bis in die 1950er Jahre das Bild des Nahverkehrs. Eine geplante Vergrößerung des Triebwagenparks war wegen des Zweiten Weltkrieges nur noch mit die Anschaffung des AKN T4 und des AKN T5 sowie weiterer Beiwagen möglich.
Bald nach Indienststellung wurden die Fahrzeuge mit sparsameren Dieselmotoren des Herstellers Büssing ausgerüstet, wodurch die Leistungsfähigkeit vergrößert werden konnte.
Die Triebwagen liefen durchweg mit einem Beiwagen. Der hintere Führerstand der Triebwagen konnte als Gepäckraum mit verwendet werden. Bis 1934 hatte jeder Wagen eine Laufleistung von etwa 100.000 Kilometer zurückgelegt. 1943 wurde der T1 auf Flüssiggas-Antrieb umgebaut. 1952 erhielten alle Triebwagen neue Motoren von KHD mit einer Leistung von 128 PS.
Ab Mitte der 1950er Jahre wurden die Fahrzeuge von neu gekauften Esslinger Triebwagen aus den angestammten Diensten verdrängt.
Der T1 durchlief eine probeweise Modernisierung und erhielt eine neue Karosserie. Diese Modernisierung war nicht erfolgreich. 1966 wurde der Wagen ausgemustert und wenig später verschrottet.

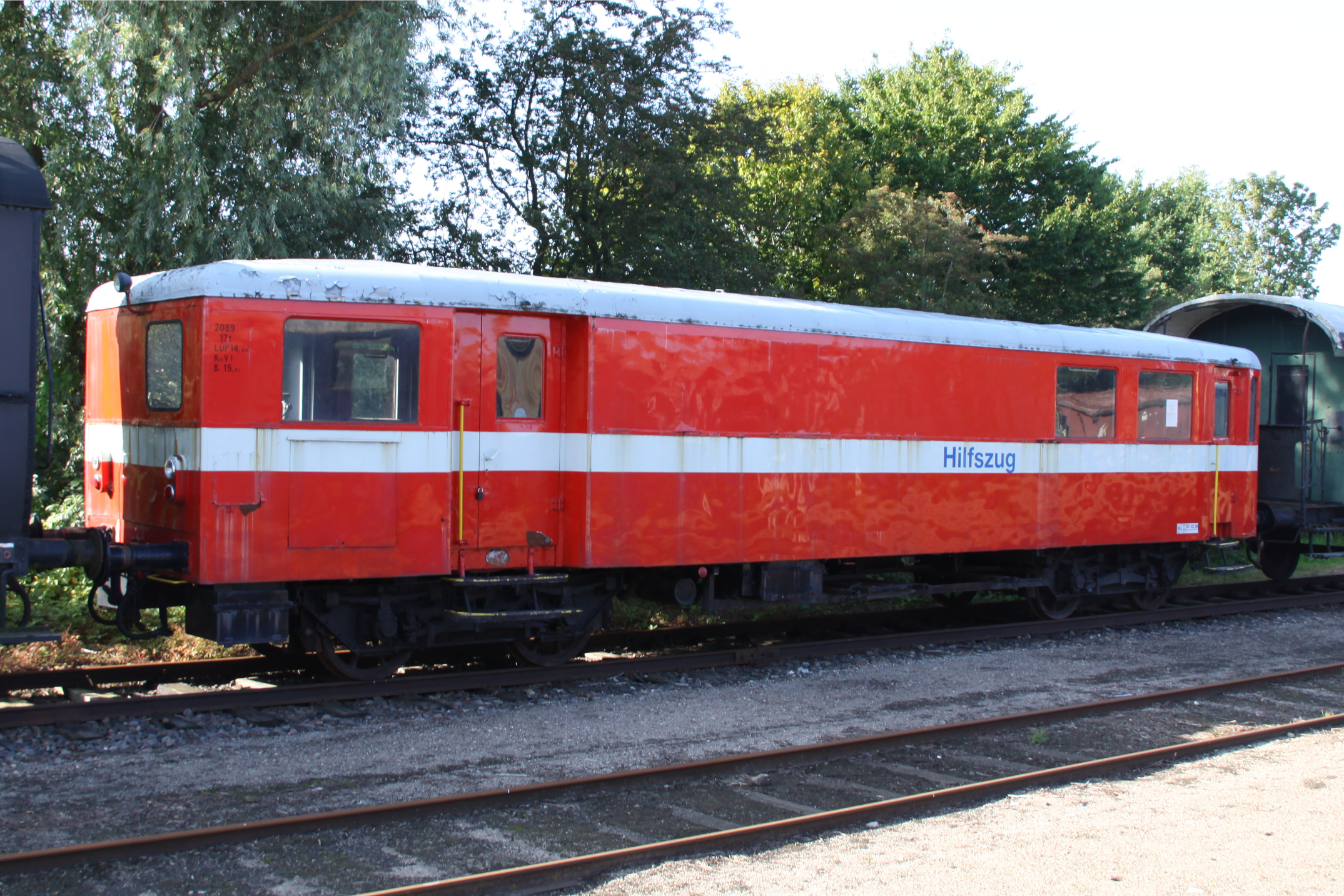
Hilfszugwagen AKN 2089

Der T2 wurde 1957 zum Beiwagen VB 49 umgebaut und fuhr bis 1965. Danach wurde er zum Hilfszugwagen mit der Inventarnummer 2089 umgebaut. Er wurde 2010 an den Verein Verkehrsamateure und Museumsbahn übergeben.
Der Triebwagen T3 wurde ab 1957 als Bahndienstwagen verwendet. Zuletzt war der Wagen nur noch mit blockiertem 4. Gang und einer Geschwindigkeit von 35 km/h unterwegs. Er wurde 1966 verschrottet.

## Konstruktive Merkmale
Bei der Fertigung herrschte noch die Nietkonstruktion vor. Der Innenraum besaß nur ein Großraumabteil für die Reisenden. Die Bestuhlung war in 3+2-Anordnung ausgeführt, die Toilette befand sich in der Mitte des Triebwagens. Der hintere Einstiegsraum war mit 4 m² etwas größer gehalten und diente als Gepäckraum. Alle Außentüren waren einflügelige Drehtüren. Die Türen beim vergrößerten Gepäckraum hatten einen zusätzlichen Ladeflügel, der eine lichte Weite von 1.000 mm ermöglichte. Zwischen den Einstiegsräumen und dem Fahrgastabteil waren Trennwände, die mit Schiebetüren versehen waren.
Die Maschinenanlage bestand ursprünglich aus einem Büssing-Viertakt-Benzinmotor mit 100 PS Leistung und dem TAG-Getriebe, welches über Gelenkwellen die jeweils innere Achse der Drehgestelle antrieb. Untergebracht war die Maschinenanlage auf einem Tragrahmen, der über vier Gummipuffer unmittelbar am Wagenkasten aufgehängt war. 1933 wurde die ursprüngliche benzol-mechanische Antriebsanlage durch eine dieselmechanische mit dem Büssing-Motor des Typs GD6 und einer Leistung von 122 PS getauscht. Das vierstufige TAG-Getriebe blieb bei dem Umbau erhalten. Im Zweiten Weltkrieg wurden mit dem T1 Versuche mit einem Flüssiggasantrieb durchgeführt. 1952/1953 wurde die Antriebsanlage erneut getauscht, nun wurde ein F6M517 von KHD eingebaut.
Auf dem gewölbten Dach waren ein Kraftstoffbehälter mit 200 Litern Inhalt, zwei querstehende Dachkühler und fünf Luftsauger untergebracht. Während der Heizperiode erfolgte die Wagenheizung durch Verwendung des Motorkühlwassers, die Führerstände wurden durch die Abgase des Motors beheizt. Als Bremse wurde eine indirekte Bremse Bauart Knorr als Klotzbremse verwendet. Die dafür benötigte Druckluft erzeugte ein dreizylindriger Luftverdichter der Bauart DWK, er war am Getriebe angebaut und wurde von dessen Zwischenwelle angetrieben. Der Triebwagen besaß eine elektrische Anlage mit einer Spannung von 24 Volt und einer Lichtmaschine von Bosch. Bei Motorstillstand übernahm eine Batterie mit einer Kapazität von 132 Ah die Versorgung.
Bei den Modernisierungen entfiel der Kraftstoffbehälter auf dem Dach. Die Dachkühler wurden beim Umbau von 1952 entfernt.